# Bell (Adelsgeschlecht)

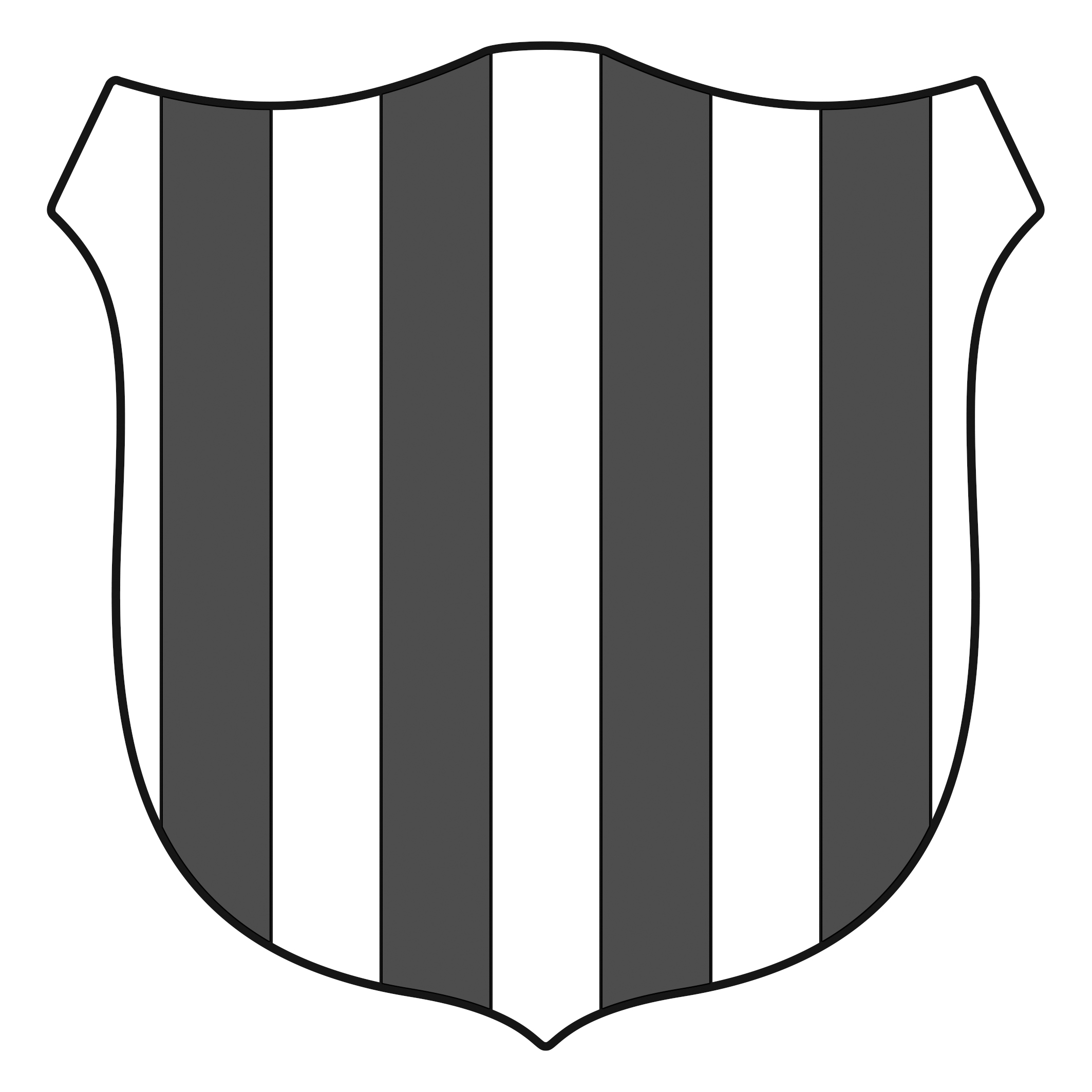
Wappen derer von Bell

Bell ist der Name eines rheinischen Uradelsgeschlechts mit dem Stammhaus Kerpen an der Erft, das mit dem Reichsministerialen Warnerus de Kerpene aus dem Geschlecht der Herren von Kerpen zwischen 1065 und 1071 zum ersten Mal Erwähnung findet. Das Haus Bell ist mit dem Fürstenhaus Merode eines Stammes.

## Geschichte
Das Adelsgeschlecht führt seinen Namen aufgrund der Advokatie über die Herrschaft Bell (oder auch Belle), dem heutigen Buschbell, einem Stadtteil von Frechen im Rhein-Erft-Kreis. Das Schloss der Vögte von Bell in Buschbell ist im 19. Jahrhundert untergegangen.
Zur besseren Unterscheidung von Horbell bei Hürth, dem Stammsitz der ritterbürtigen, Kölner Patrizierfamilie Schall von Bell, wurde Buschbell bis zur Französischen Revolution auch als „Vogtsbell“ bezeichnet.
Seit 1183 sind die Vögte von Bell in zahlreichen Urkunden als kölnische Ministeriale nachzuweisen, müssen also im 12. Jahrhundert aus dem Stammhaus Kerpen hervorgegangen sein.

### Linien

#### Deutsche Linie
Die Herrschaft Bell ging um die Mitte des 15. Jahrhunderts, nachdem der deutsche Mannesstamm der Familie mit Eberhard Vogt zu Bell, einem Deutschordensritter, erloschen war, auf dessen Schwester Bela über, die sich mit Adam von Fischenich vermählte.

#### Siebenbürgische Linie
Anfang des 13. Jahrhunderts führte Michael von Bell als Lokator eine Gruppe angeworbener Siedler nach Siebenbürgen (damals Teil des Königreichs Ungarn, heute Teil Rumäniens), wo er dafür mit einer Herrschaft belehnt wurde und auf dieser die Orte Michelsdorf (rumänisch Boarta, ungarisch Mihályfalva) und Bell (rumänisch Buia, ungarisch Bólya) gründete. Die von ihm ausgehende Linie in Siebenbürgen führte bis Anfang des 16. Jahrhunderts den Grafentitel (lat.: comes). Der Großteil der Lokatoren wurde wohl für ihre geleisteten Dienste durch die Könige von Ungarn in den Grafenstand erhoben. Im Übergang vom 15. zum 16. Jahrhundert verlor dieser Stand mehr und mehr an Einfluss und Macht. Die Veränderungen in der siebenbürgischen Gesellschaft  zwangen ihn  schließlich, sich vollständig zu magyarisieren und letztlich im ungarischen Adel aufzugehen. 1532 wurden die Grafen von Bell per notam infidelitatem (Untreue-Note) zum Verlust ihrer Besitztümer verurteilt, da sie bei der ungarischen Königswahl nicht den späteren König Johann Zápolya, sondern die Partei Ferdinands von Habsburg unterstützten. In dieser Zeit kam es zur Teilung der Linie in einen ungarischen Zweig Bolyai und einen siebenbürgisch-sächsischen Zweig Bell. Beide bestehen noch gegenwärtig.
Das Schloss in Bell (Buia) wurde durch das Grafenhaus Bell erbaut, ist jedoch seit Anfang des 16. Jahrhunderts nicht mehr in dessen Besitz. Es ist heute eine Ruine.

## Wappen
| Stammwappen des Hauses Bell | Blasonierung: „In Silber vier schwarze Pfähle. Auf dem Helm ein wie der Schild bezeichnetes Schirmbrett, besteckt mit sieben silbernen Straußenfedern.“ |
| Stammwappen des Hauses Bell | |

Die siebenbürgische Linie führt zwei differente Wappen.

## Bedeutende Vertreter
- Gerhard (Godfried) von Bell, 1284–1313 Abt zu St. Pantaleon (Köln)[11]
- Farkas (Wolfgang) Bolyai (* 9. Februar 1775 in Bell, Siebenbürgen; † 20. November 1856 in Neumarkt am Mieresch, Siebenbürgen), Mathematiker
- János (Johann) Bolyai (* 15. Dezember 1802 in Klausenburg, Siebenbürgen; † 27. Januar 1860 in Neumarkt am Mieresch, Siebenbürgen), Mathematiker